# Бушуев, Виктор Георгиевич
Виктор Георгиевич Бушуев (18 мая 1933, Балахна, Нижегородская область — 25 апреля 2003, Нижний Новгород) — советский тяжелоатлет. Чемпион СССР и мира, олимпийский чемпион.
Выступал за спортивное общество «Труд», «Энергия» (Городец).

## Спортивные достижения
- Заслуженный мастер спорта СССР 1960. Мастер спорта СССР (1956[1]).
- Чемпион Олимпийских игр 1960 в легком весе: 397,5 кг в троеборье — Мировой и олимпийский рекорд (жим — 125 — Олимпийский рекорд, рывок 122,5 — Олимпийский рекорд, толчок 150).
- Чемпион мира 1957 (380 кг).
- Чемпион мира 1959 (385 кг).
- Чемпион Европы 1958, 1959.
- Чемпион СССР 1958, 1960.
- Установил 3 мировых рекорда в троеборье 385 кг (1957), 390 кг (1958), 397,5 кг (1960) и 5 рекордов СССР.

Окончил Высшую школу тренеров.

## Награды
- Орден Трудового Красного Знамени (16.09.1960) — за успешные выступления в XVII летних и VIII зимних Олимпийских играх 1960 года, а также за выдающиеся спортивные достижения[2]